# بنغاس كريمفي
بنغاس كريمفي (الاسم العلمي:Pangasius krempfi ) هو نوع من الأسماك يتبع جنس البنغاس من فصيلة سلور القرش.